# Raimundo Valenzuela Arms
Raimundo Valenzuela Arms (Temuco, 4 de enero de 1916 - Gaithersburg, 28 de septiembre de 2008) fue un pastor y obispo metodista, ferviente defensor de los derechos humanos que realizó el Comité Pro Paz, en los primeros años de la dictadura militar de Chile.

## Biografía
Valenzuela nació el 4 de enero de 1916 la ciudad chilena de Temuco, en la Región de La Araucanía. Fue hijo del matrimonio Julio Samuel Valenzuela y Olive Arms. Su padre fue uno de los primeros pastores de la iglesia metodista episcopal de Chile y su madre era hija de misioneros metodistas norteamericanos que llegaron a Chile en 1888 (su padre fue Goodsil Arms). A la edad de 11 años su familia lo llevó a los Estados Unidos.
Realizó sus estudios en el College of Emporia de Kansas. Se recibió de bachiller. asistió al seminario teológico de la Universidad Drew. En 1940 obtuvo su magíster en divinidad. Ese mismo año se casó con Dorothy Bowie March. Luego sirvió como predicador en el condado de Brooklyn, New York. Al mismo tiempo empezó sus estudios de filosofía en la Universidad Drew.
Regresó a Chile en 1943 se desempeñó en la Primera y Segunda Iglesia Metodista de Concepción. 
En 1969 fue nombrado obispo de la Iglesia Metodista de Chile.
Durante el gobierno de Salvador Allende asistió como representante de la iglesia metodista, al primer Te Deum ecuménico en la Catedral de Santiago donde pidió una oración por la crisis política del país e hizo un llamado al diálogo entre el gobierno y la oposición.
En octubre de 1973 participó junto a al cardenal católico Raúl Silva Henríquez y al pastor luterano Helmut Frenz en la creación del Comité Pro Paz, para ayudar a los perseguidos por el régimen de Augusto Pinochet. Valenzuela fue un férreo comprometido en la defensa de los derechos humanos. Protestó contra la persecución política y los malos tratos a prisioneros políticos en el Estadio Nacional. Ayudó a dar alimentos a los perseguidos políticos que pidieron asilo en las embajadas extranjeras y asistió a los que debían escapar de la represión, dándoles seguridad para que partieran al exilio político.
Fue padre de Arturo Valenzuela Bowie, académico y politólogo.